# هولي لاند إكبيرينس

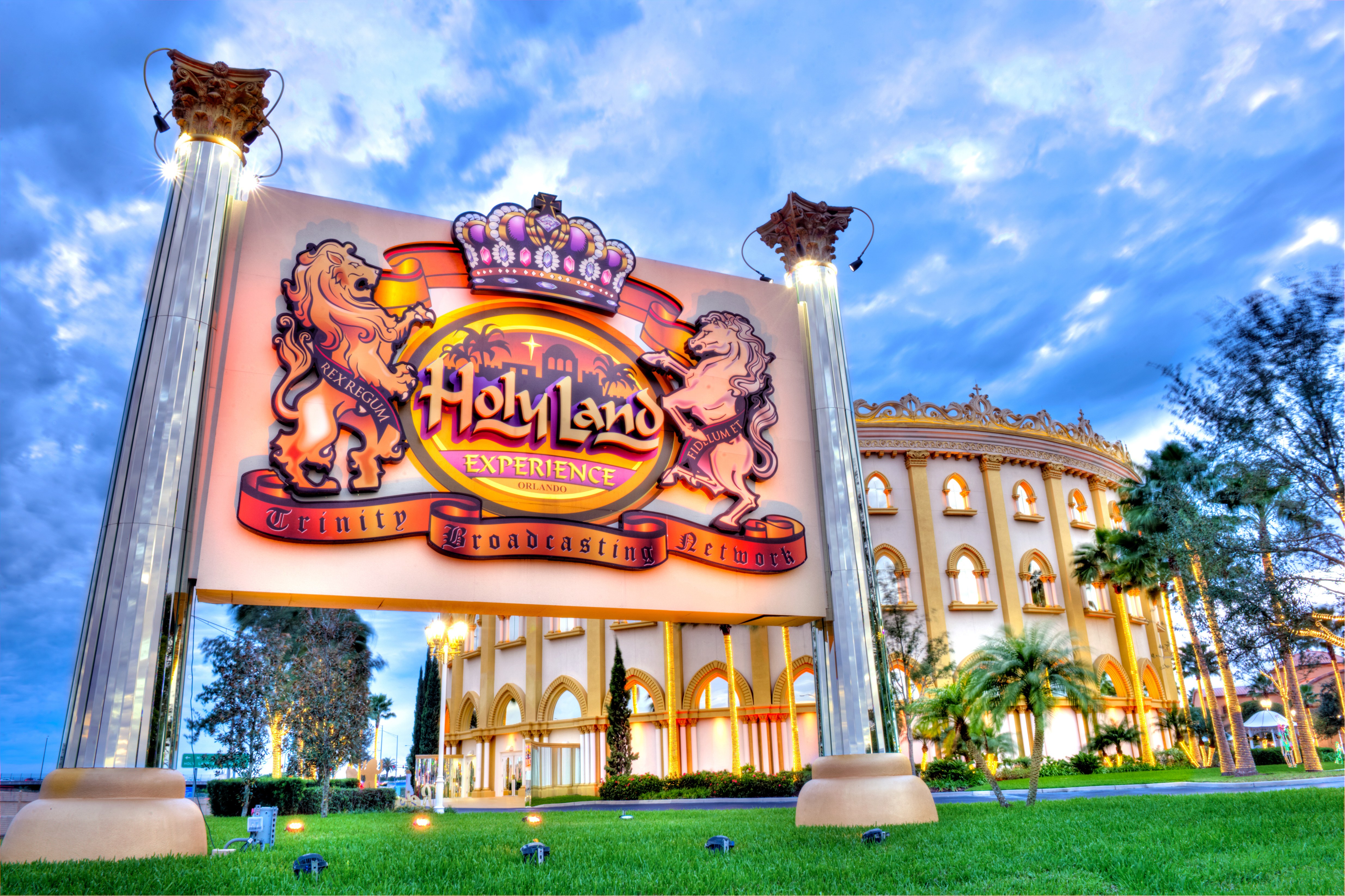
هولي لاند إكبيرينس

هولي لاند إكبيرينس (بالإنجليزية: Holy Land Experience)‏ هو متنزه مسيحي في مدينة أورلاندو، فلوريدا، وتسجل كمؤسسة غير ربحية. يقدم المنتزه خدمات كنسيَّة أسبوعيَّة ودراسات الكتاب المقدس لعامة الناس. متنزه هولي لاند إكبيرينس مقام على عمارة ومحاور المدينة القديمة للقدس في القرن الأول للميلاد. وتعود ملكية المنتزه إلى قبل شبكة الثالوث للبث. وكانت جان كراوتش المدير والرئيس التنفيذي للشركة حتى وفاتها في مايو 2016.

## مواقع خارجية
- Holy Land Experience